# Economía de Guinea Ecuatorial
Guinea Ecuatorial en términos de renta per cápita es uno de los países más ricos de África. El descubrimiento y explotación de grandes reservas de petróleo y gas natural contribuyeron a un gran crecimiento de la economía, pero la fluctuación de los precios internacionales del petróleo produjo grandes variaciones en la tasa de crecimiento del PIB en los últimos años.
Hasta 1996 la riqueza del país se basaba en la agricultura y la pesca, con productos como el algodón, el café, la caña de azúcar, varias frutas, etc. También depende de la ganadería, la explotación de la madera y de los minerales, en particular los metales preciosos. Pero el descubrimiento de importantes yacimientos de petróleo lo convirtió en uno de los principales exportadores de petróleo.
En los últimos años diversos problemas como el agotamiento de sus reservas de petróleo y la previsión de que se desplomen otro 50% a lo largo de la década de 2020, provocan el pronóstico de una caída significativa de la economía de este país en los próximos años.

## Principales actividades económicas

Una representación proporcional de las exportaciones de Guinea Ecuatorial, 2019

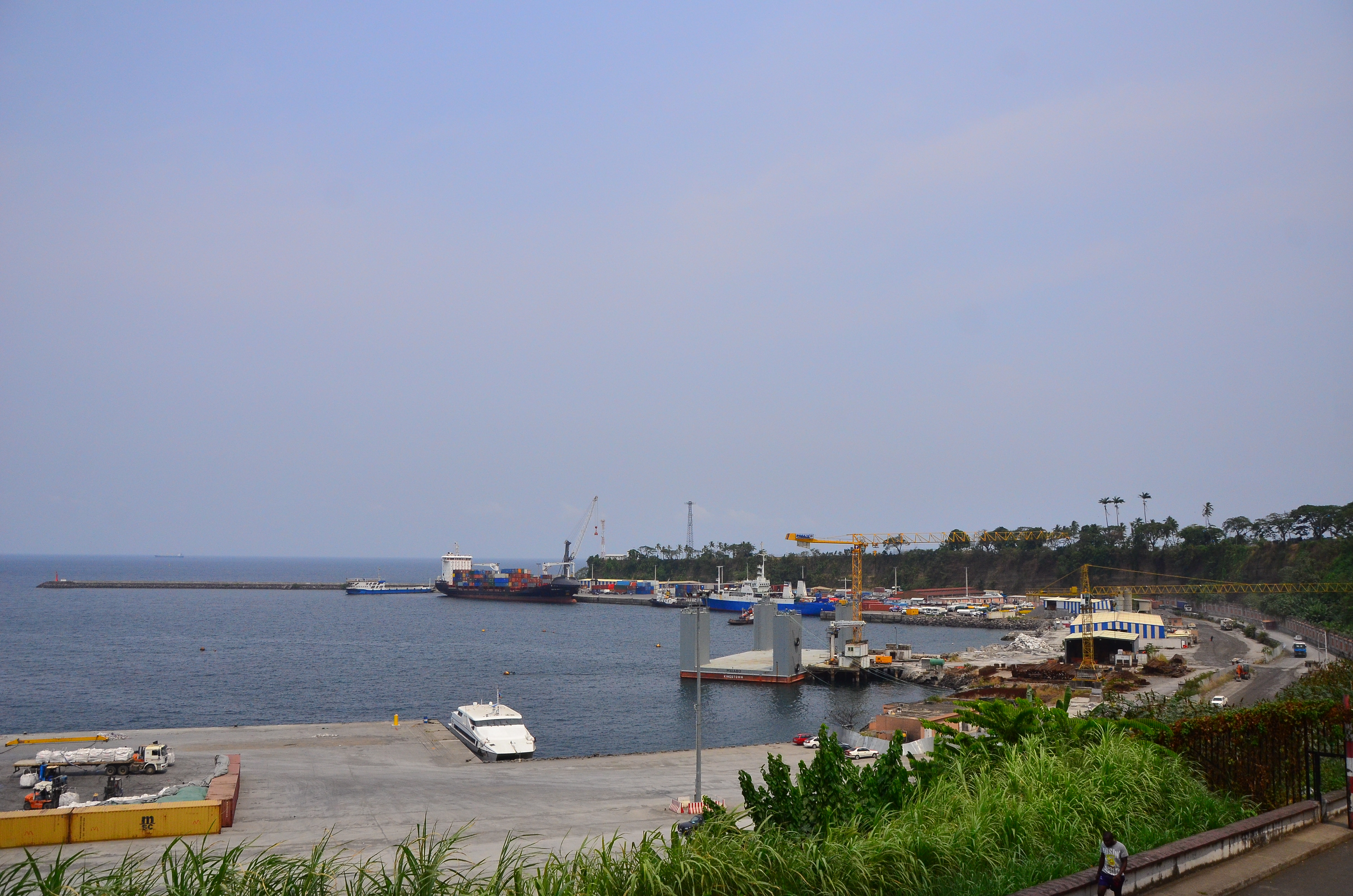
Puerto de Malabo.

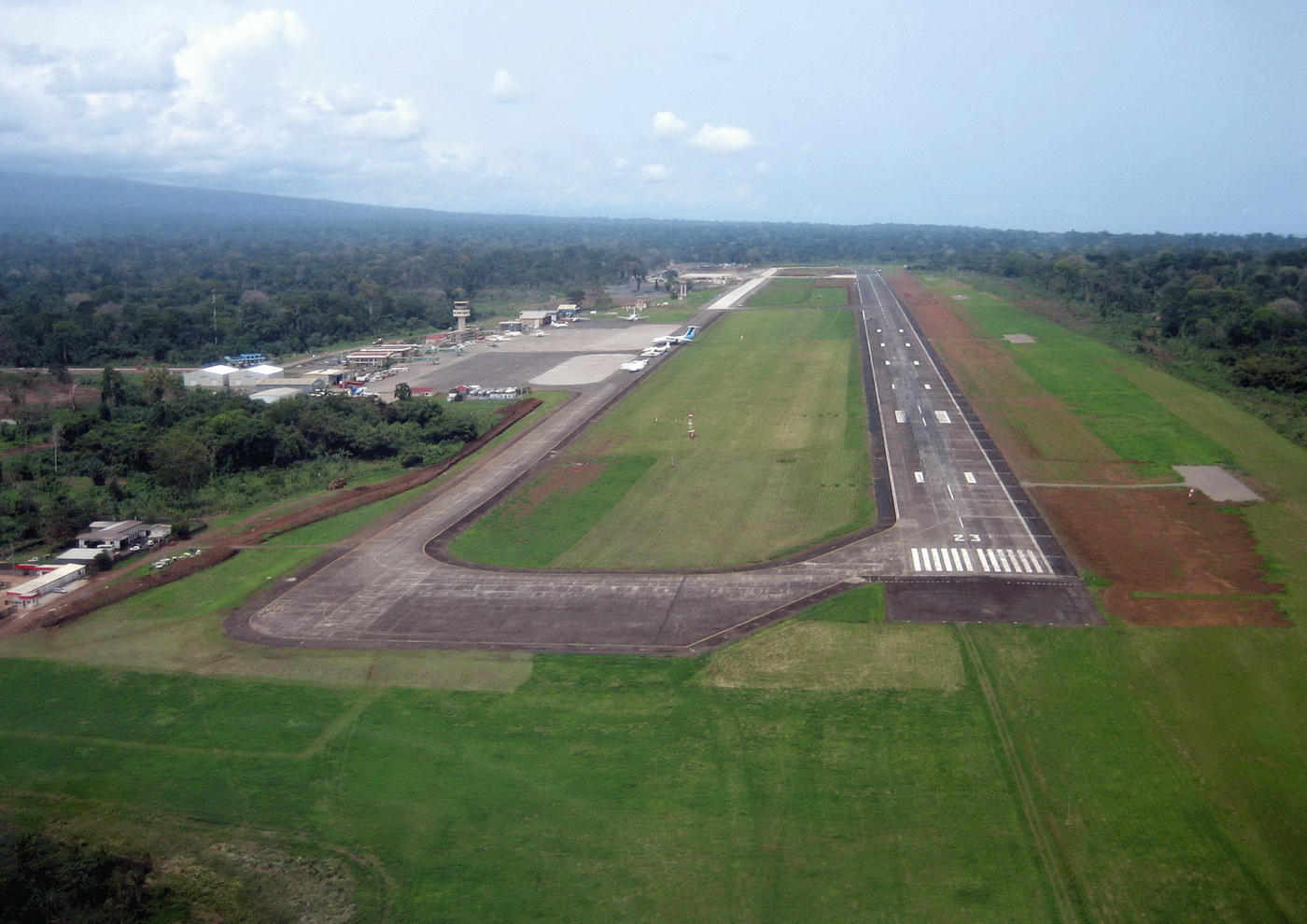
Aeropuerto Internacional de Malabo.

Antes de la independencia de Guinea Ecuatorial, la producción de cacao reportó grandes ingresos al país (en concreto en 1968, año de la independencia, el 75% del PIB ecuatoguineano se debía al cacao). En 1950 esa producción ya había permitido al país tener la mayor renta per cápita de toda África, tal como ha sucedido actualmente con la producción de petróleo. El descubrimiento de grandes reservas de petróleo en 1996 y su explotación han comportado un espectacular aumento de los ingresos gubernamentales. En 2004, Guinea Ecuatorial se convirtió en el tercer mayor productor de petróleo del África subsahariana. Su producción de petróleo se había incrementado hasta 360.000 barriles de crudo al día, a partir de 220.000 sólo dos años antes.
Sin embargo, la agricultura de subsistencia es una de las actividades más extendidas entre la población. Aunque la producción de cacao había sido importante en la Guinea Ecuatorial colonial, el descuido de la economía rural bajo los sucesivos regímenes dictatoriales ha disminuido el potencial para el crecimiento basado en la agricultura. Sin embargo, el gobierno ha manifestado su intención de reinvertir algunos de los beneficios del petróleo en la agricultura.
Un cierto número de programas de ayudas patrocinados por el Banco Mundial y el FMI fueron eliminados en 1993 debido a los altos niveles de corrupción y mala administración. Desde 1996 Guinea Ecuatorial no es concesionaria de ayuda financiera debido a que el país posee enormes recursos procedentes de la producción de petróleo. Sin embargo, la mayor parte de la población del país tiene estándares de vida muy bajos. La mayor parte de empresas y negocios son propiedad de altos cargos y funcionaros del gobierno o de sus familias. Además el país posee otros recursos pocos explotados como titanio, mineral de hierro, manganeso, uranio u oro aluvial.
En cuanto a la pesca hay que reconocer los esfuerzos que el Ministerio de Pesca y Medio Ambiente está llevando a cabo. Desde el año 2004 se está trabajando para detener las malas prácticas de pesca, tratando de eliminar totalmente la "pesca pirata" aplicando las regulaciones y elementos de control internacionales, tales como ICCAT e IMO.

## Evolución histórica

### Administración española

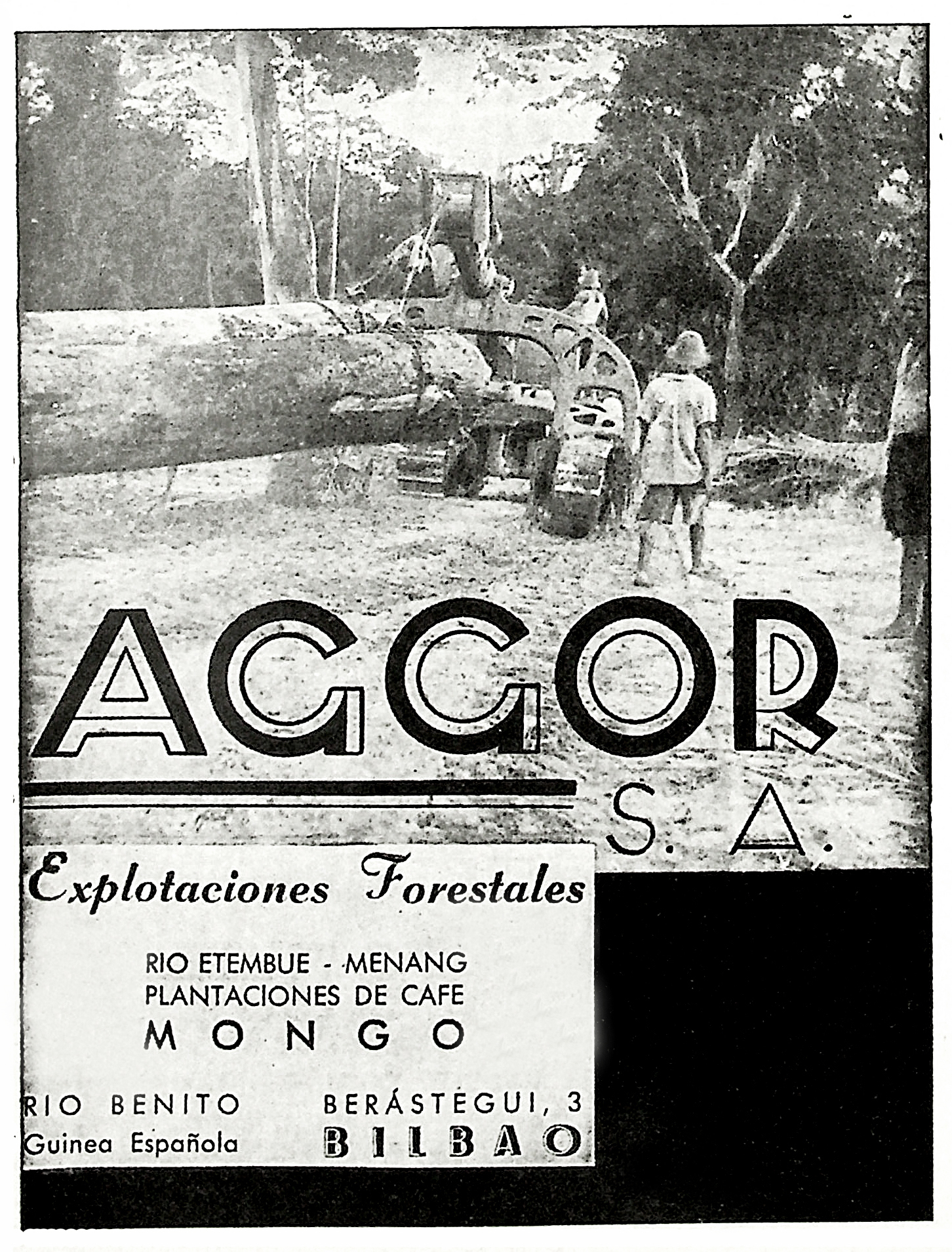
Anuncio de una empresa española maderera que operaba en la Guinea Española, 1938.

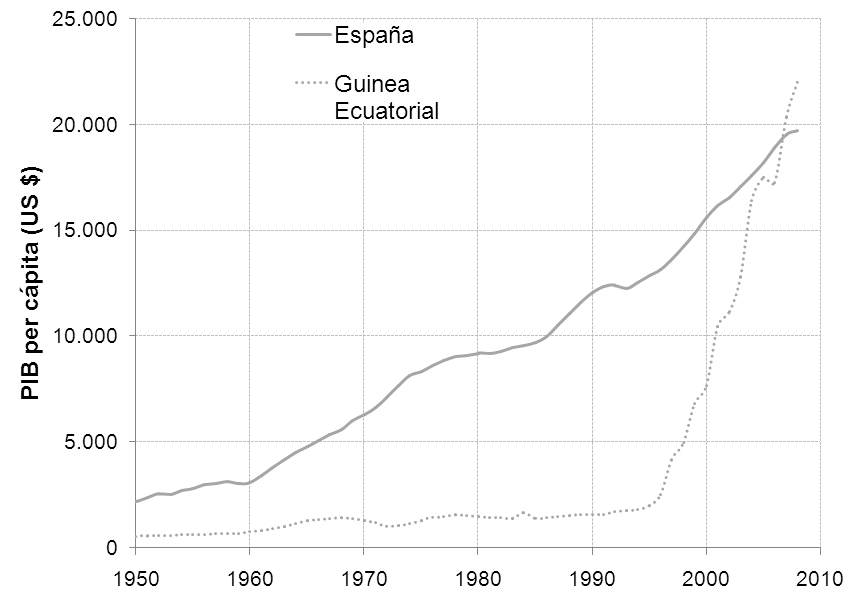
Comparación del PIB per cápita nominal de Guinea Ecuatorial y España entre 1950 y 2010.

En la etapa de la administración española hubo un buen desarrollo del PIB por habitante. En 1950, el PIB por habitante ecuatoguineano, con 540 dólares internacionales Geary-Khamis de 1990, era el 25,6% del español.
En 1968, al otorgar España su independencia, este PIB por habitante fue de 1.424 dólares, siendo el territorio más rico de África. Su porcentaje respecto al español era un 25,5%. Como España, tuvo en esta etapa (1950-68), un acelerado progreso económico, al mantenerse su diferencial con Guinea Ecuatorial, se prueba que en este país también existía un fuerte desarrollo (entre 1950 y 1975 España fue el 2.º país del mundo que más creció tras Japón, llegándose a tasas del 23% anual).

### Régimen de terror de Macías
El Régimen de Francisco Macías Nguema, originó un derrumbamiento colosal entre 1969 y 1978. Incluso la caída de la población —que amortigua el descenso del PIB por habitante— se debió a una huida masiva provocada por la brutalidad de aquel régimen.

### Etapa de Obiang

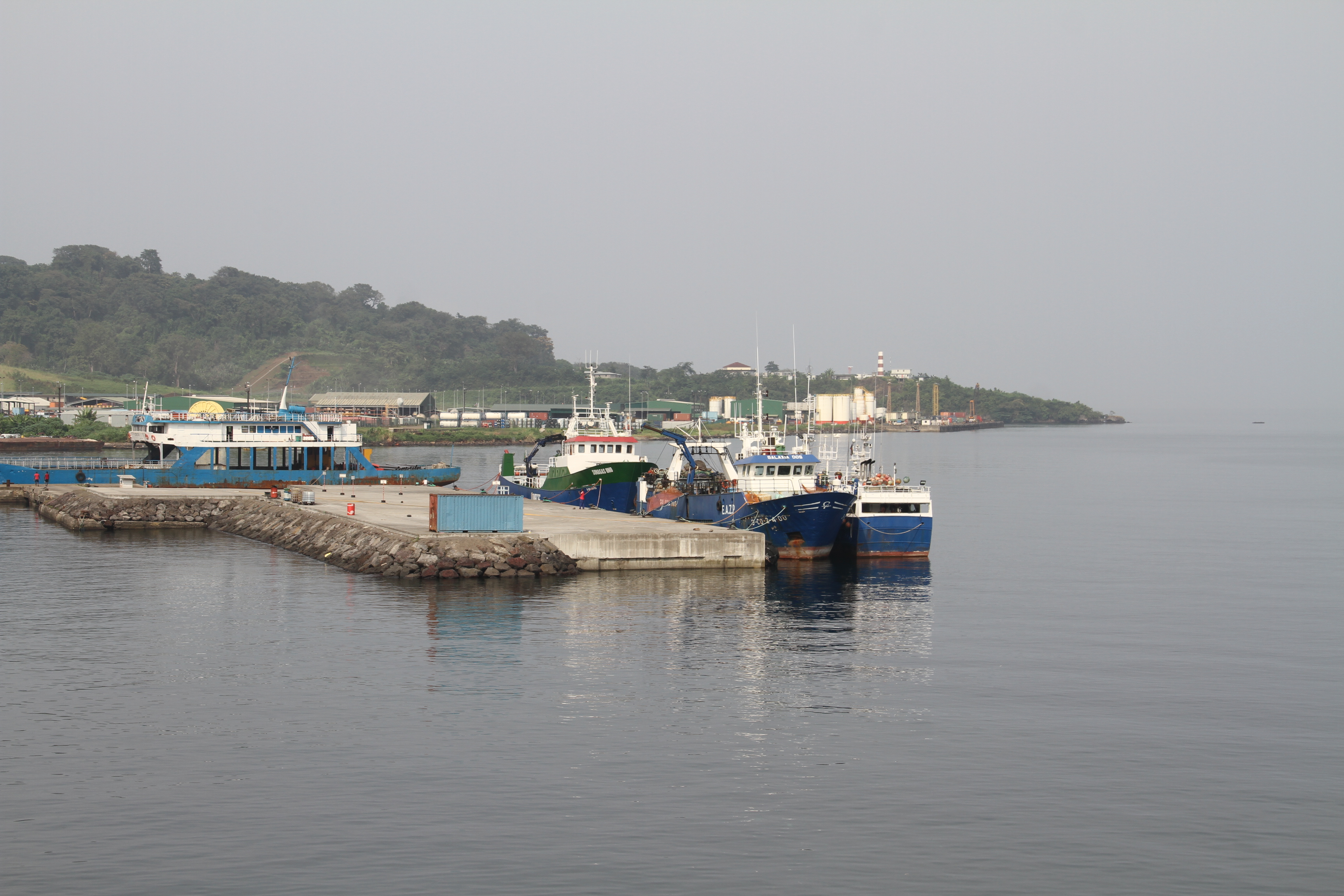
Buques pesqueros ecuatogunieanos.

La recuperación apareció en la etapa de la presidencia de Teodoro Obiang Nguema, que en lo económico tuvo tres partes: la presidida por la reorganización del nkuele en el área de la peseta (1979-84); después, el ingreso de Guinea Ecuatorial en el área del franco CFA, que dio paso, en 1995, a la etapa de la explosión petrolífera hasta la actualidad.
El guineano medio está ocupado en la agricultura de subsistencia y puede apreciar poco el bum económico en el país. El dinero en efectivo se gana por la venta de productos agrícolas o por el trabajo en plantaciones de cacao y café o en la recogida de madera. También se practican bastante la caza y recolección.
- Producción agrícola: cacao (aprox. 3000 toneladas), café (aprox. 100 toneladas) y productos locales de primera necesidad. Producción extensiva de madera. La agricultura no se ha desarrollado desde 1968.[2][3]
- Ganadería: inexistente.
- Pesca: 2300 toneladas (1996)
- Minería: petróleo y oro fluvial.
- Industria: no tienen.
- Turismo: muy escaso.

Con la explotación de yacimientos petrolíferos, la renta per cápita aumentó espectacularmente, aunque la riqueza se queda en manos de una minoría, en su mayoría, propiedad del clan en el gobierno o de compañías internacionales. La evolución del PIB —una de las más altas del mundo— provocada por el alza por la extracción de las empresas petrolíferas que allí tienen concesiones no parece marchar paralela con el bienestar material de sus habitantes. Entre 1995 y 2004, la producción petrolera subió de una producción diaria de 2.000 barriles hasta los 400.000 barriles del año 2004. Eso provocó que el PIB creciera a una media del 41,6% anual entre 1997 y 2001, el más alto del mundo entonces. El PIB per cápita a valores de paridad de poder adquisitivo subió desde 887,10 dólares en 1995 hasta el máximo de 38.118,50 $ en el año 2008.
En el año 2024 se publicó que en 10 de los 12 últimos años el PIB de Guinea Ecuatorial había caído, y que esto se debía al agotamiento de las reservas de petróleo, entre otros motivos. La producción de petróleo ha caído del máximo de 400.000 barriles en 2004 a unos 200.000 en 2019. ExxonMobil abandonó el país en 2024. El PIB per cápita a valores de paridad de poder adquisitivo ha caído desde 38.118,50 $ en el año 2008 a 19.448,6 $ en el año 2022. El futuro no parece mejor, ya que las expectativas del FMI pronostican una caída del 50% de la producción petrolera para el año 2028.

### Evasión de capitales e informe del senado estadounidense

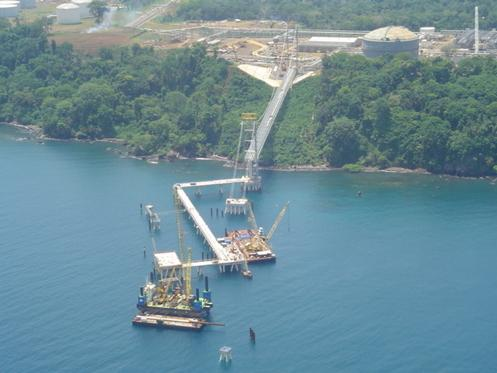
EG LNG es una compañía de gas natural licuado (GNL) de propiedad mixta (privada y pública) que opera en Malabo.

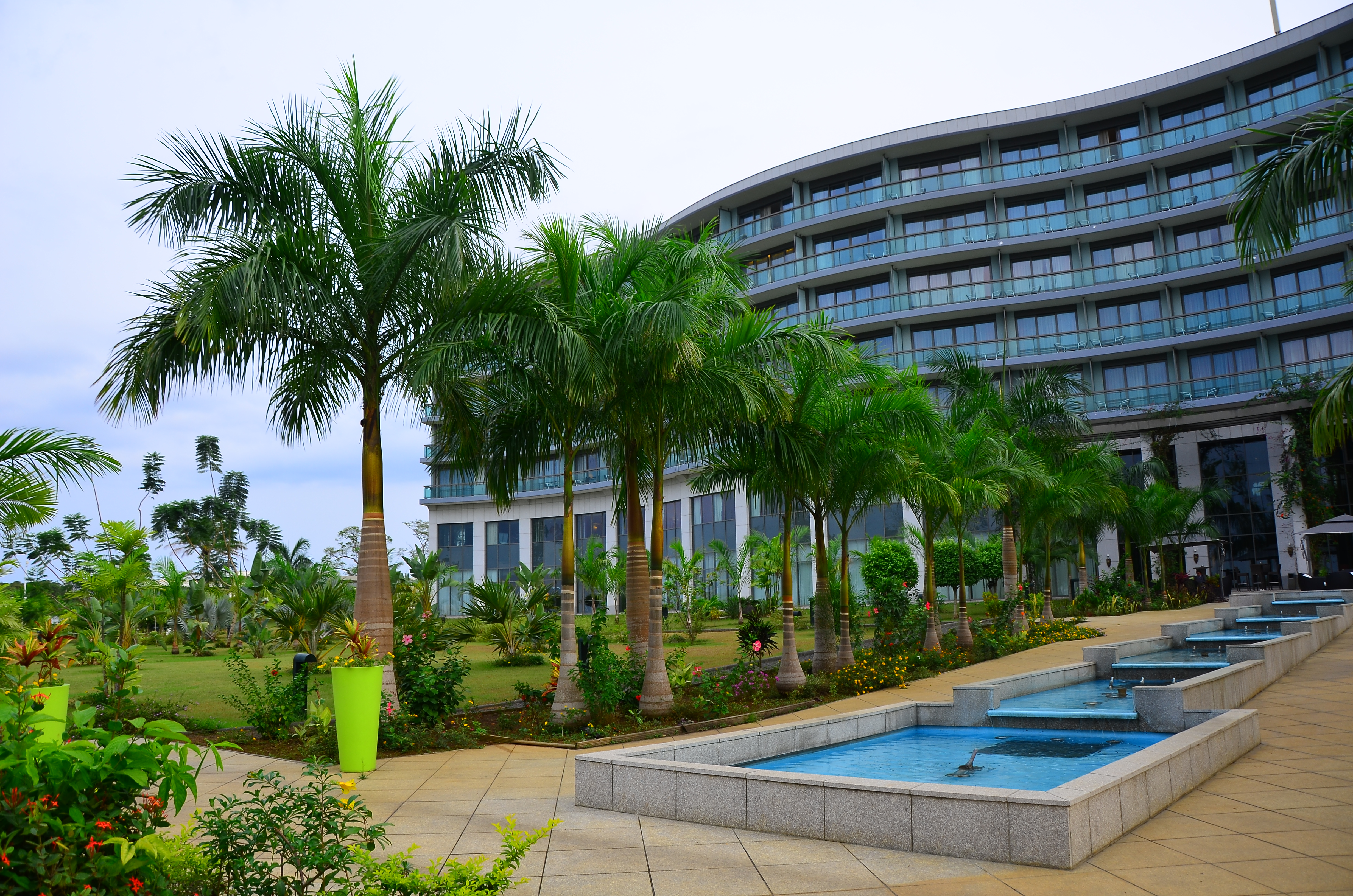
Hotel en Sipopo.

Un informe del Senado de Estados Unidos de 2004 expone que el Riggs Bank ayudó a altos cargos de Guinea Ecuatorial a robar centenares de millones de dólares procedentes de los ingresos del petróleo. El Subcomité Permanente de Investigaciones del Senado (Senate Permanent Subcommittee on Investigations) encontró pruebas claras de corrupción que involucraban a altos cargos de Guinea Ecuatorial. En dicho informe se revela que el Riggs Bank ayudó a miembros del gobierno del país a desviar ingresos del petróleo a cuentas destinados a ellos en sucursales de Washington. Igualmente Guinea Ecuatorial ha sido denunciado por el Departamento de Estado de Estados Unidos por abusos a los derechos humanos, corrupción galopante y desvío de los ingresos del petróleo a altos cargos del gobierno. Desde 1995 a 2004, el Riggs Bank supervisó al menos 60 cuentas corrientes que contenían unos 700 millones de dólares, lo cual hacía de Guinea Ecuatorial su mayor cliente particular. Varias de las cuentas pertenecían al gobierno, mientras que otras eran cuentas privadas del presidente Teodoro Obiang Nguema, otros cargos gubernamentales y sus familias. El informe del Senado estadounidense dice que millones de dólares en cuentas gubernamentales, que deberían haber ayudado a los empobrecidos ecuatoguineanos, fueron evadidos con la ayuda del Riggs Bank.
El informe describe un incidente en el que un empleado de banco que administraba cuentas de Guinea Ecuatorial, Simon Kareri, llevaba una maleta de 27 kg con 3 millones de dólares en efectivo envueltas en plástico al Riggs's Dupont Circle branch para hacer un depósito en la cuenta del presidente Obiang. Kareri, que fue despedido en enero, rechazó testificar en la audiencia del senado sobre el asunto. Los senadores que investigaron diversas irregularidades informaron que ningún empleado del banco manifestó nunca transacciones financieras de dudoso origen procedentes de Guinea Ecuatorial. Lawrence Hebert, presidente y jefe ejecutivo del Riggs Bank lamentó la falta de un sistema de control interno para identificar dicha actividad sospechosa, una autoexculpación que el senador demócrata Carl Levin consideró simplemente ridícula:

En primer lugar, Sr. Hebert, usted no necesita un sistema informático para darse cuenta de actividad sospechosa cuando usted tiene sesenta libras (27 kg) en efectivo llevadas a pie a la puerta de la sucursal en una maleta

El mismo senador criticó a los reguladores bancarios por no hacer lo suficiente por supervisar dichas responsabilidades. El Riggs Bank fue multado con una multa récord por los reguladores bancarios federales por haber dejado de informar injustificadamente sobre transacciones sospechosas procedentes de Guinea Ecuatorial, en mayo de 2004.
Guinea Ecuatorial respondió con un irrisorio informe de 82 puntos afirmando que el Senado había sido "embaucado" por "grupos de presión" (lobbying groups), mencionando específicamente un contrato de 40 mil dólares entre un grupo de presión y Severo Moto Nsa, líder opositor autoexiliado que usa su website para hacer acusaciones contra Obiang. La refutación del gobierno de Guinea Ecuatorial también manifestaba que los pagos a miembros del gobierno descubiertos desde cuentas gubernamentales no eran ilegales.

## Distribución de la renta

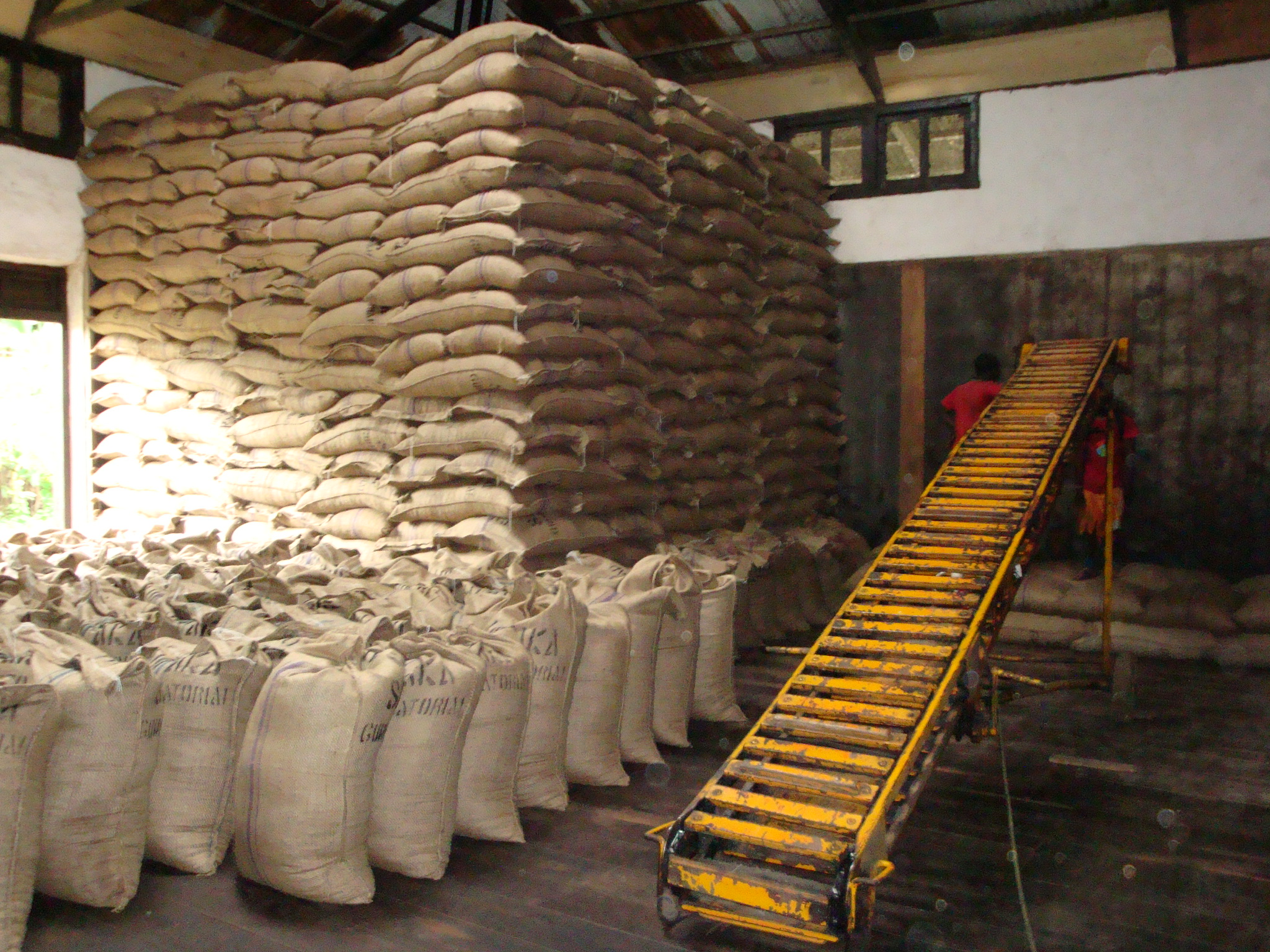
Fábrica de cacao (2008).

Guinea Ecuatorial es el país con mayor renta per cápita de África, con unos 29.000 dólares de renta per cápita nominal, muy por encima de los siguientes países con mayor renta en África, que apenas superan por poco 10 mil dólares per cápita. Este incremento se ha debido fundamentalmente al descubrimiento y explotación de petróleo en su territorio. Sin embargo, es uno de los países más desigualitarios porque este incremento de la renta ha ido a parar prácticamente al 10 o 15% de personas del país, que configuran el grupo de apoyo a la plutocracia que dirige el país. Esta inequidad se refleja en el bajo índice de desarrollo humano, más bajo que muchos países del norte de África que tienen una renta per cápita casi 10 veces inferior a la de Guinea Ecuatorial.
Actualmente, el petróleo también guía las relaciones de las viejas potencias colonizadoras europeas. A pesar de que el país está gobernado por una dictadura (en la década de 2000 a 2010 varias veces ha estado entre los diez países con regímenes más represivos), los sucesivos gobiernos de España han hecho declaraciones de apoyo a la "democracia" en Guinea Ecuatorial, ya que Repsol tiene importantes intereses económicos en el país. Igualmente las relaciones entre Guinea Ecuatorial y Francia son buenas a pesar de su pésimo desempeño en materia de derechos humanos.